# زيد بي دي-03 (مركبة مشاة قتالية)
زيد بي دي-03 أو ZBD-03 أو طراز 3 (التسمية الصناعية WZ506) هي مركبة مشاة قتالية محمولة جواً صينية. تتميز بهيكل خفيف الوزن ونظام تعليق هيدروليكي هوائي للعمليات المحمولة جواً. حصلت النماذج الأولية المبكرة على تسمية ZLC-2000 . 

## التطوير
تم تصميم ZBD-03 لتحل محل BMD-3 وكانت في الخدمة كجزء من القوات الجوية لجيش التحرير الشعبي. تم تصميم المركبة ليتم إسقاطها جواً من طائرات متوسطة الحجم مثل شيآن Xi'an Y-20 إذا لزم الأمر. تتضمن النماذج المتاحة: مركبة المشاة القتالية (IFV)، ومركبة الاسترداد المدرعة (ARV)، ومركبة الصواريخ الموجهة المضادة للدبابات ( ATGMs). 

## التصميم

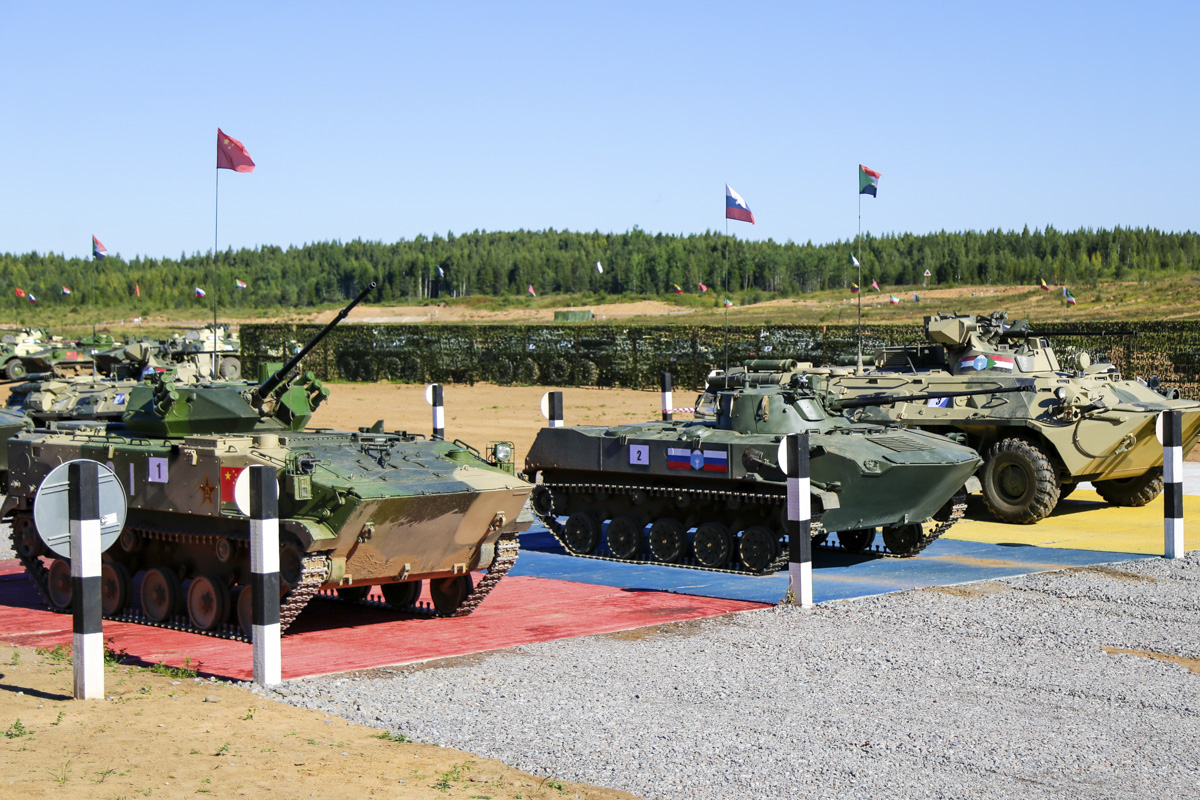
الطراز 3 (على اليسار) أخف وزناً ولكنها أكبر حجماً من BMD-2.

يتميز الطراز 3 بهيكل وأنظمة فرعية داخلية مصممة محليًا، والتي تمتلك تخطيطًا مميزًا يختلف عن التصاميم الروسية. ومع ذلك، قد تحتوي بعض أجزاء المركبة على تقنيات روسية مستخدمة في BMD-3. 

## المستخدمون
جمهورية الصين الشعبية

## صور

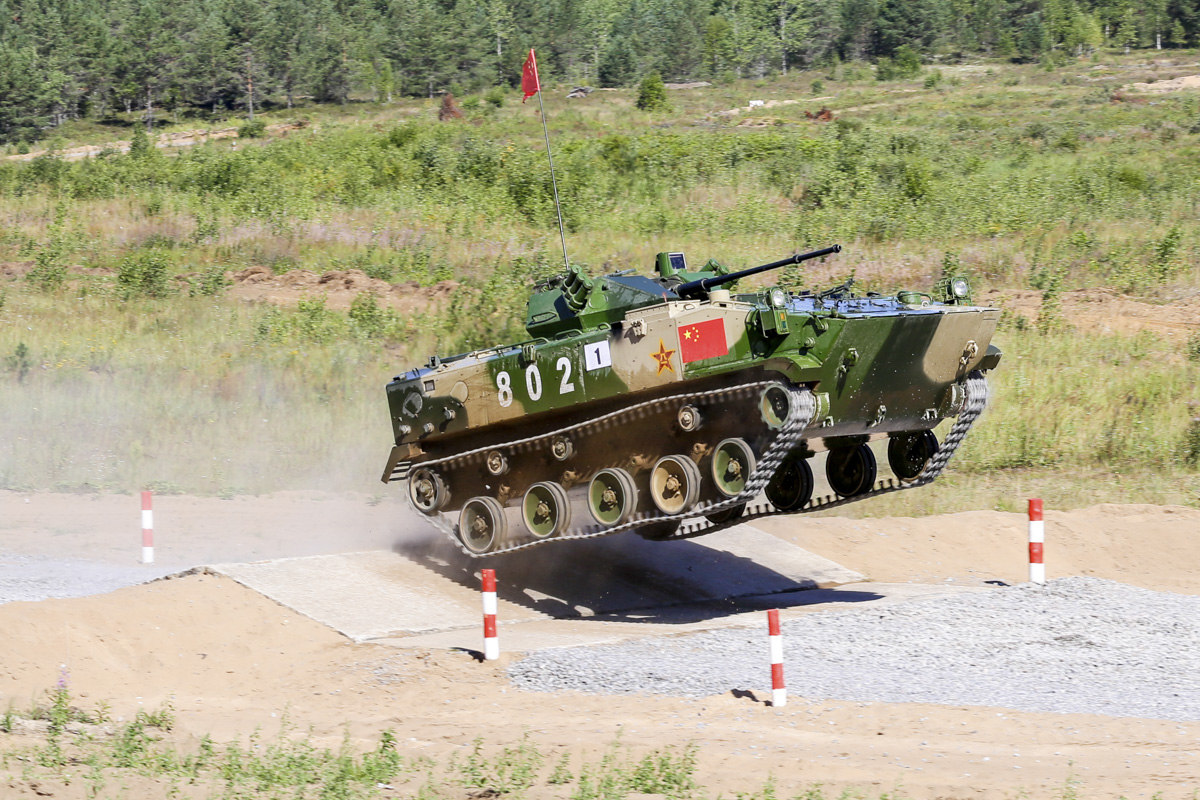
طراز 3 خلال مناورة في الفرقة المحمولة جواً 2018م.
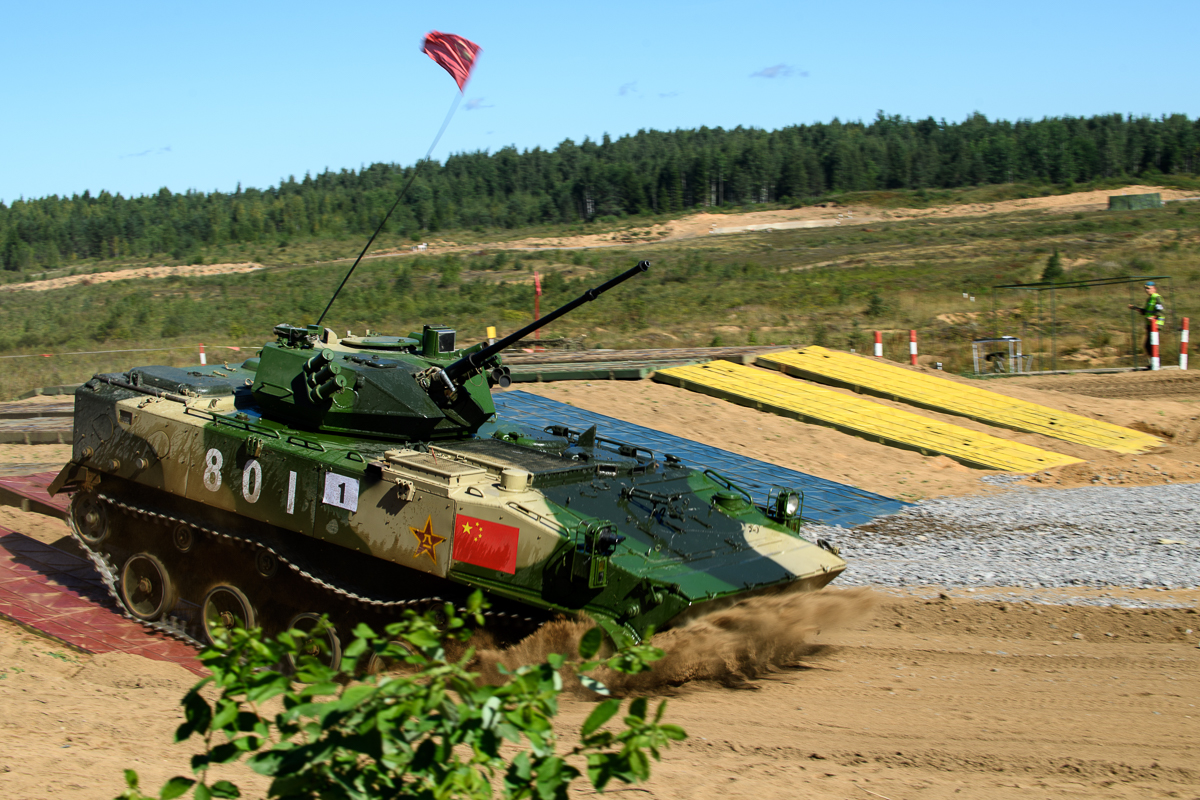
المركبة وهي تتخطي أحد الحواجز.
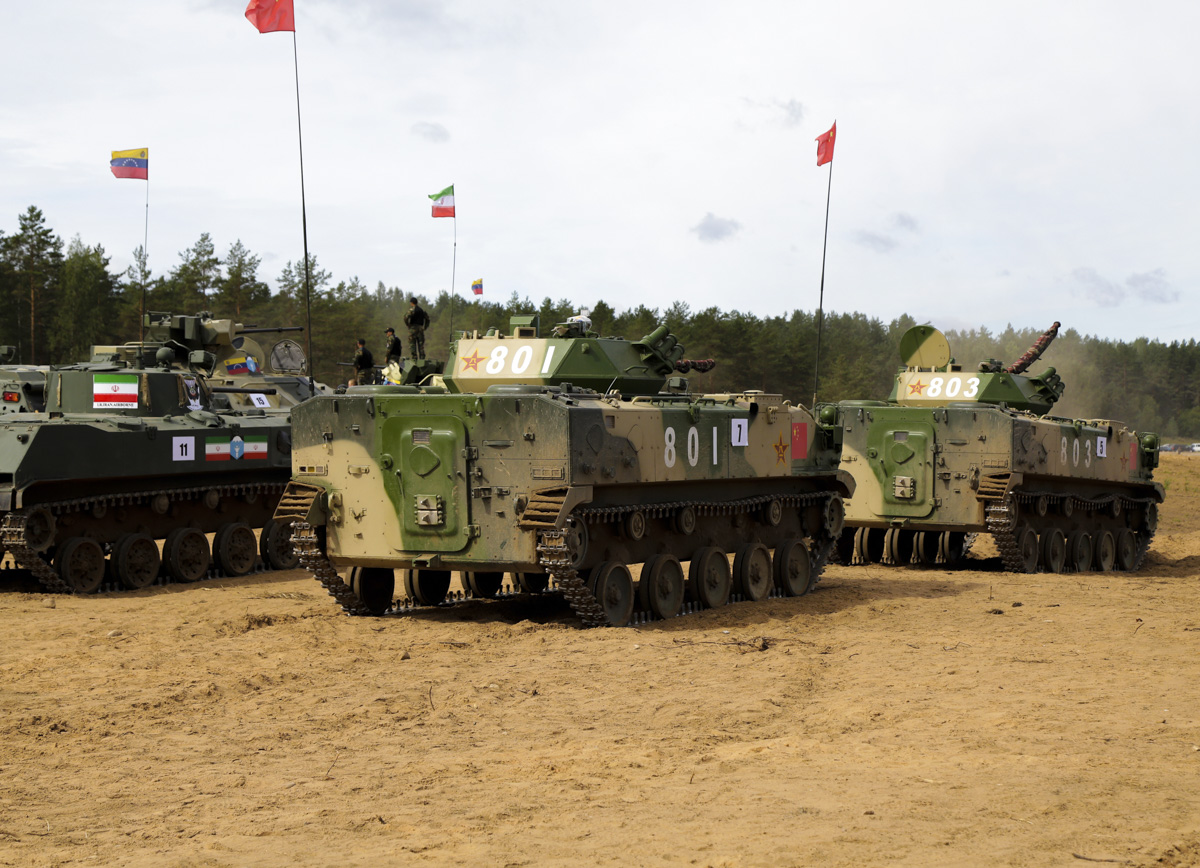
الجانب الخلفي من المركبة.
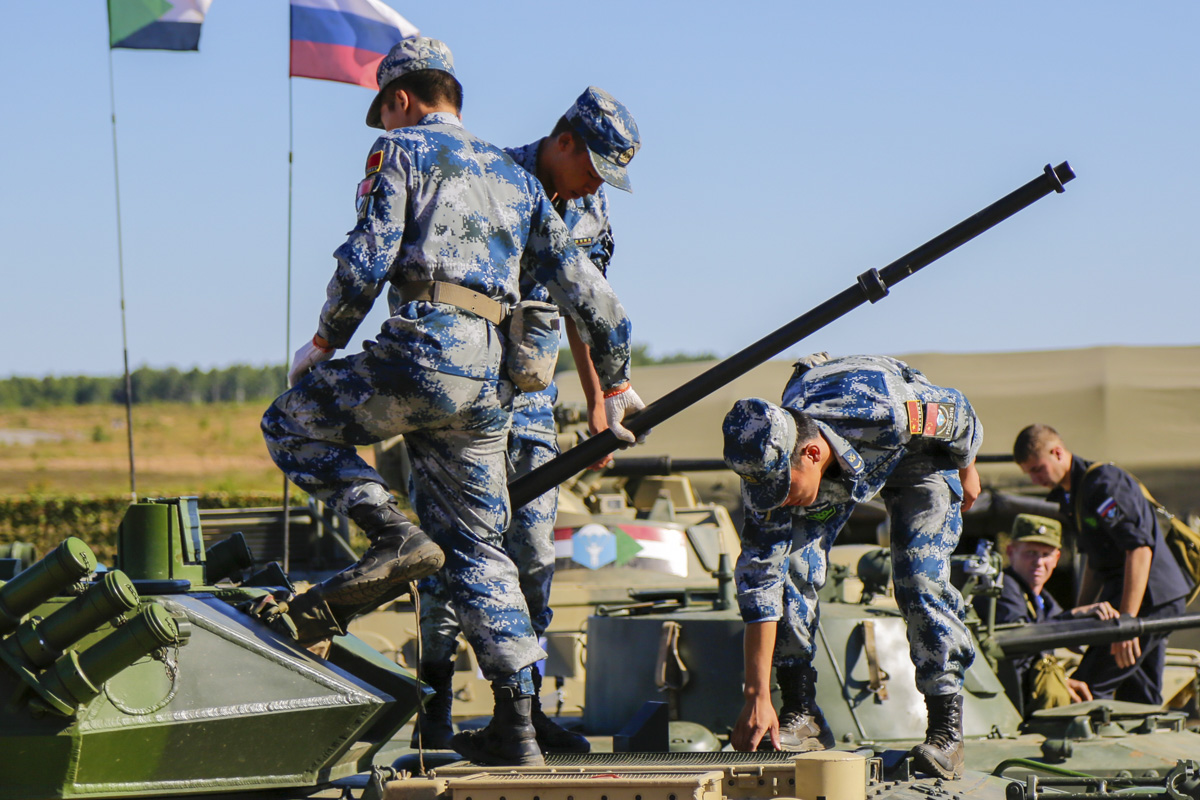
قوات المشاة المحمولة جواً خلال فحص مدفع آلي عيار 30 مم.